# Rio Aripuanã
Rio Aripuanã är ett vattendrag i Brasilien.   Det ligger i delstaten Amazonas, i den centrala delen av landet, 1 800 km nordväst om huvudstaden Brasília.
Trakten runt Rio Aripuanã består huvudsakligen av våtmarker. Trakten runt Rio Aripuanã är nära nog obefolkad, med mindre än två invånare per kvadratkilometer.